# Итальянская рыба-игла
Итальянская рыба-игла, или малая рыба-игла, или черноморская игла (лат. Syngnathus abaster), — вид морских лучепёрых рыб семейства игловых (Syngnathidae).

## Описание
Итальянская рыба-игла имеет сильно вытянутое, тонкое тело длиной до 15 см, в Чёрном море — от 21 до 23 см. Удлинённая, пипеткообразное рыло слегка сглажено по бокам. Однако, по сравнению с другими морскими иглами, рыло относительно короткое и составляет меньше половины длины головы. Глаза маленькие.
Итальянская рыба-игла имеет переменчивую окраску от коричневого до зелёного цвета с тёмными или светлыми точками или поперечными полосами на брюхе и хвосте и часто с тёмной полосой на спинном плавнике и тёмным брюхом. Боковая линия полная, брюшные плавники отсутствуют.

## Распространение
Вид живёт у европейского побережья Атлантического океана от юга Бискайского залива до Гибралтара, в Средиземном, Чёрном, Азовском и Каспийском морях, а также в низовьях Дуная, Днестра, Западного Буга, Днепра, Дона, Урала, Волги и Куры.

## Образ жизни
Итальянская рыба-игла живет на прибрежном песчаном и илистом дне в зарослях растений при температуре от 8 до 24 °C. Она питается зоопланктоном, мелкими ракообразными и личинками рыб.
Период размножения длится с мая по август. Крупные икринки самец носит в течение 20—25 дней в специальной сумке, которая образуется двумя складками на коже на нижней стороне хвоста. Половозрелость наступает через один год.

## Классификация
Популяции, обитающие в Чёрном и в Каспийском морях, ранее описывались как самостоятельные виды (соответственно Syngnathus nigrolineatus и Syngnathus caspius), теперь, однако, являются синонимами Syngnathus abaster.